# Einar Kalsæg
Einar Kalsæg (13 gennaio 1979) è un ex calciatore norvegese, di ruolo attaccante.

## Carriera

### Club
Kalsæg passò al Kongsvinger dall'Eidsvold Turn (dove militò dal 1996 al 2003). Debuttò nella 1. divisjon il 12 aprile 2004, nella vittoria per 2-0 sullo Skeid. Il 25 aprile segnò la prima rete per la squadra, nel 2-0 inflitto al Pors Grenland.
Nel 2006, fu acquistato dallo Strømsgodset, per cui esordì il 17 aprile, nella vittoria per 2-1 sullo Hønefoss. Il 16 maggio segnò la prima rete, nel 3-0 inflitto al Bodø/Glimt. Contribuì, in quella stagione, alla promozione della squadra. Il 16 aprile 2007 giocò il primo incontro nella Tippeligaen, subentrando a Stian Ohr nella sconfitta per 3-1 in casa del Brann.
Nel corso del 2007, passò al Moss, in cambio di Steffen Nystrøm. Debuttò il 2 settembre, nel successo per 2-1 sul Sogndal. Il 14 settembre 2008 segnò la prima rete, nella sconfitta per 4-2 contro lo Sparta Sarpsborg.
Nel 2010, passò al Tønsberg. Nel 2011 diventò un calciatore del Lillehammer, e contemporaneamente fu nominato assistente dell'allenatore.